# Marine De Sousa
Marine De Sousa est une footballeuse française, né le 4 mars 1993 à Carcassonne.
Évoluant au poste d'attaquante, elle commence sa carrière professionnelle au Montpellier Hérault Sport Club en 2008. En Juin 2012, elle rejoint le Rodez Aveyron Football.
Marine De Sousa a un seul titre dans sa jeune carrière, obtenu lors du Challenge de France 2009.

## Statistiques et palmarès
Alors qu'elle fait sa première apparition dans le groupe professionnel à seulement 16 ans, elle ne joue qu’occasionnellement dans l'équipe première. Elle remporte cependant le Challenge de France en 2009. En 2012, elle participe à la finale du Challenge National des -19 ans Féminin qu'elle remporte avec l'équipe des -19 ans du Montpellier HSC.
| Saison      | Club            | Championnat | Championnat | Championnat | Coupes nationales | Coupes nationales | Coupes continentales | Coupes continentales | Coupes continentales | Autres | Autres | Autres |
| Saison      | Club            | Division    | Matchs      | Buts        | Matchs            | Buts              | Type                 | Matchs               | Buts                 | Type   | Matchs | Buts   |
| ----------- | --------------- | ----------- | ----------- | ----------- | ----------------- | ----------------- | -------------------- | -------------------- | -------------------- | ------ | ------ | ------ |
| 2008 - 2009 | Montpellier HSC | Division 1  | 1           | 0           | 1                 | 0                 | -                    | -                    | -                    | -      | -      | -      |
| 2009 - 2010 | Montpellier HSC | Division 1  | 5           | 0           | -                 | -                 | -                    | -                    | -                    | -      | -      | -      |
| 2010 - 2011 | Montpellier HSC | Division 1  | -           | -           | 2                 | 2                 | -                    | -                    | -                    | -      | -      | -      |
| 2011 - 2012 | Montpellier HSC | Division 1  | -           | -           | -                 | -                 | -                    | -                    | -                    | -      | -      | -      |

Dernière mise à jour le 1er juin 2011